# Bahnhof Großenhain Cottb Bf
Der Bahnhof Großenhain Cottb Bf („Cottbuser Bahnhof“) ist eine Betriebsstelle der Bahnstrecken Großenhain Cottb Bf–Priestewitz und Großenhain Cottb Bf–Cottbus–Frankfurt (Oder) sowie der hier abzweigenden Verbindungsbahn nach Großenhain Berl Bf. Der Cottbuser Bahnhof wurde am 14. Oktober 1862 von der Zweigeisenbahngesellschaft zu Großenhain als Leipziger Bahnhof in Betrieb genommen.

## Geschichte

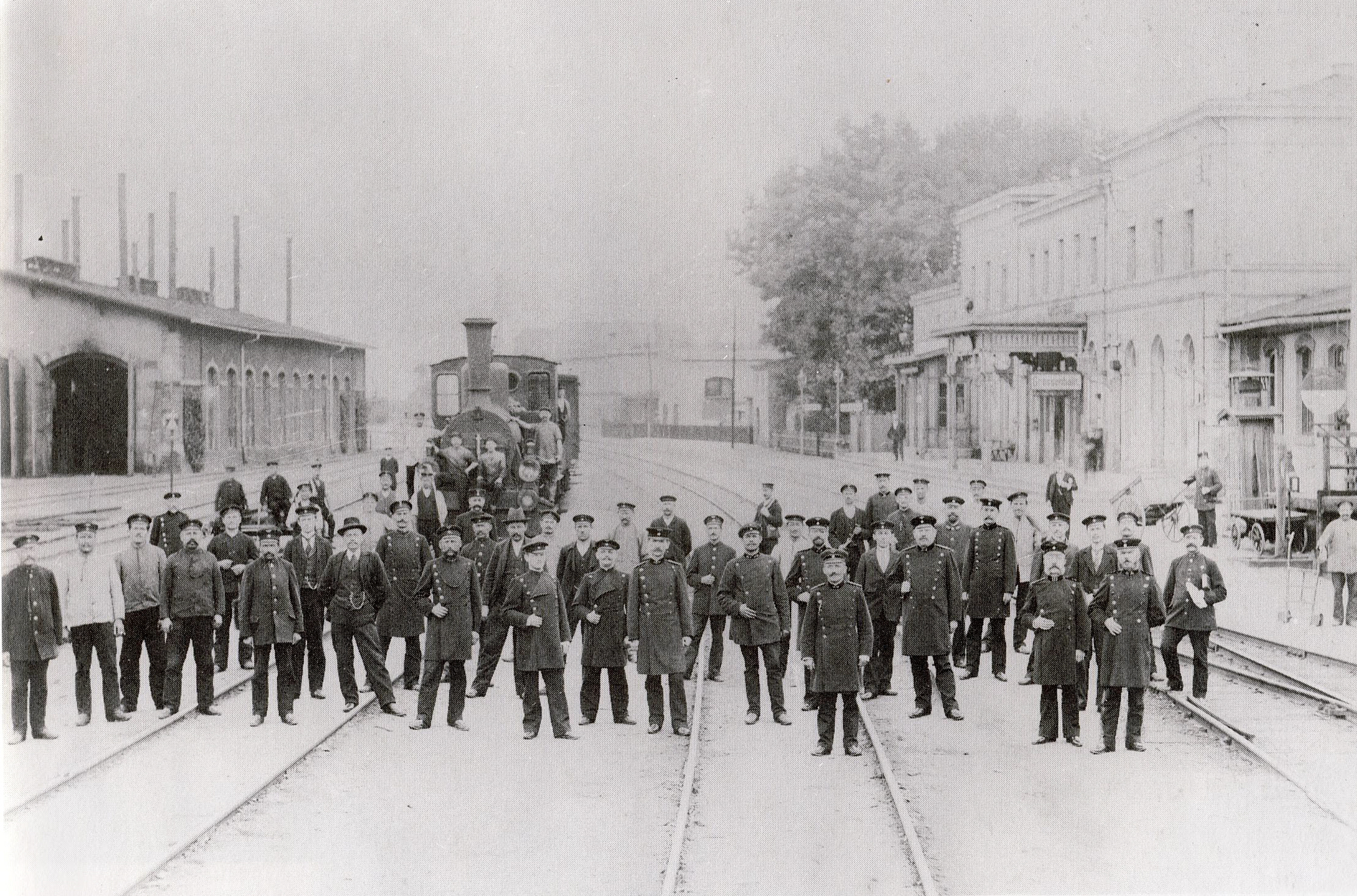
Cottbuser Bahnhof um 1900

Die Strecke von Großenhain nach Cottbus wurde am 20. April 1870 in Betrieb genommen. Am 17. Juni 1875 wurde die 920 Meter lange Verbindungsbahn zum Berliner Bahnhof in Betrieb genommen.
Seit dem 15. Dezember 2002 wird der gesamte Personenverkehr über den Cottbuser Bahnhof abgewickelt; der Berliner Bahnhof wurde als Reisezughalt aufgelassen. Zudem wurde eine moderne Übergangsstelle zum Regional- und Stadtbusverkehr der Kreisverkehrsgesellschaft Riesa-Großenhain (später Verkehrsgesellschaft Meißen) geschaffen.

## Beschreibung
Dem Cottbuser Bahnhof waren die Bahnhöfe Großenhain Berliner Bahnhof und Böhla unterstellt. Der Bahnhof verfügt über zwei Bahnsteiggleise für den Reiseverkehr und zwei weitere Hauptgleise für den Güterverkehr. Zwischen den Gleisen existierte bis Dezember 2007 noch ein Lokschuppen.

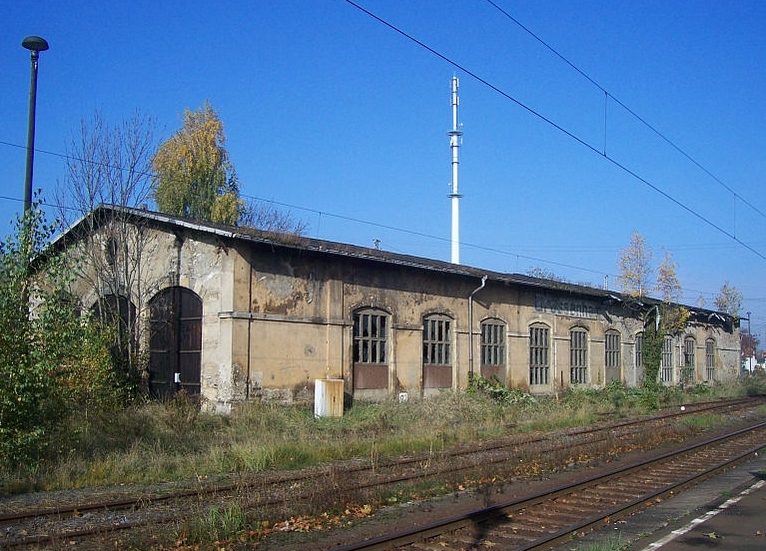
Der Lokschuppen kurz vor dem Abriss

Es gibt noch mehrere Ladegleise für den Güterverkehr sowie eine nutzbare Anschlussbahn. Ein Gleis wurde früher vom Agro Service Großenhain benutzt und verlief einige Meter parallel zur Berlin-Dresdner Bahn in Richtung Böhla. Diese Verbindung existiert aber nicht mehr.
Die zweite Anschlussbahn läuft links neben dem Hauptgleis Richtung Lampertswalde und erschloss früher den Flugplatz sowie die ehemalige Papierfabrik. Das Anschlussgleis der Papierfabrik nutzte mehrere Jahre die ITL Eisenbahngesellschaft aus Dresden und betrieb dort eine Recyclinganlage. Derzeit nutzt es die Firma Bothur, die ab und an Güterverkehr stattfinden lässt. Auch Zementumschlag zum Ausbau der Autobahn bei Thiendorf fand dort statt.
Für den sicheren Ablauf des Bahnbetriebes sind das Befehlsstellwerk B1 und das Wärterstellwerk W2 verantwortlich. Bis Anfang der 1990er Jahre handelte es sich um mechanische Stellwerke mit Schlüsselwerken ohne Streckenblock. Im Bahnhofsbereich befanden sich drei Vollschrankenanlagen, die nicht signalabhängig waren. In die Bahnhofsgleise 1, 2, 13 und 14 konnte signalmäßig eingefahren werden.

## Güterverkehr
Im Cottbuser Bahnhof wurden in der Reichsbahnzeit täglich drei Nahgüterzugpaare aus Ruhland sowie vier Nahgüterzugpaare aus Richtung Coswig aufgelöst und gebildet, welche häufig mit Überlänge verkehrten. Ein- und Ausfahrt dieser Züge fand immer aus Gleis 14 (Richtung Ruhland) und aus Gleis 13 (Richtung Coswig) statt. Die Auflösung und Bildung dieser Züge geschah im Abstoßverfahren.
Häufig verkehrten bei Bauarbeiten auf der Berliner Strecke Umleitungszüge. Heute findet hier kein Güterverkehr mehr statt.

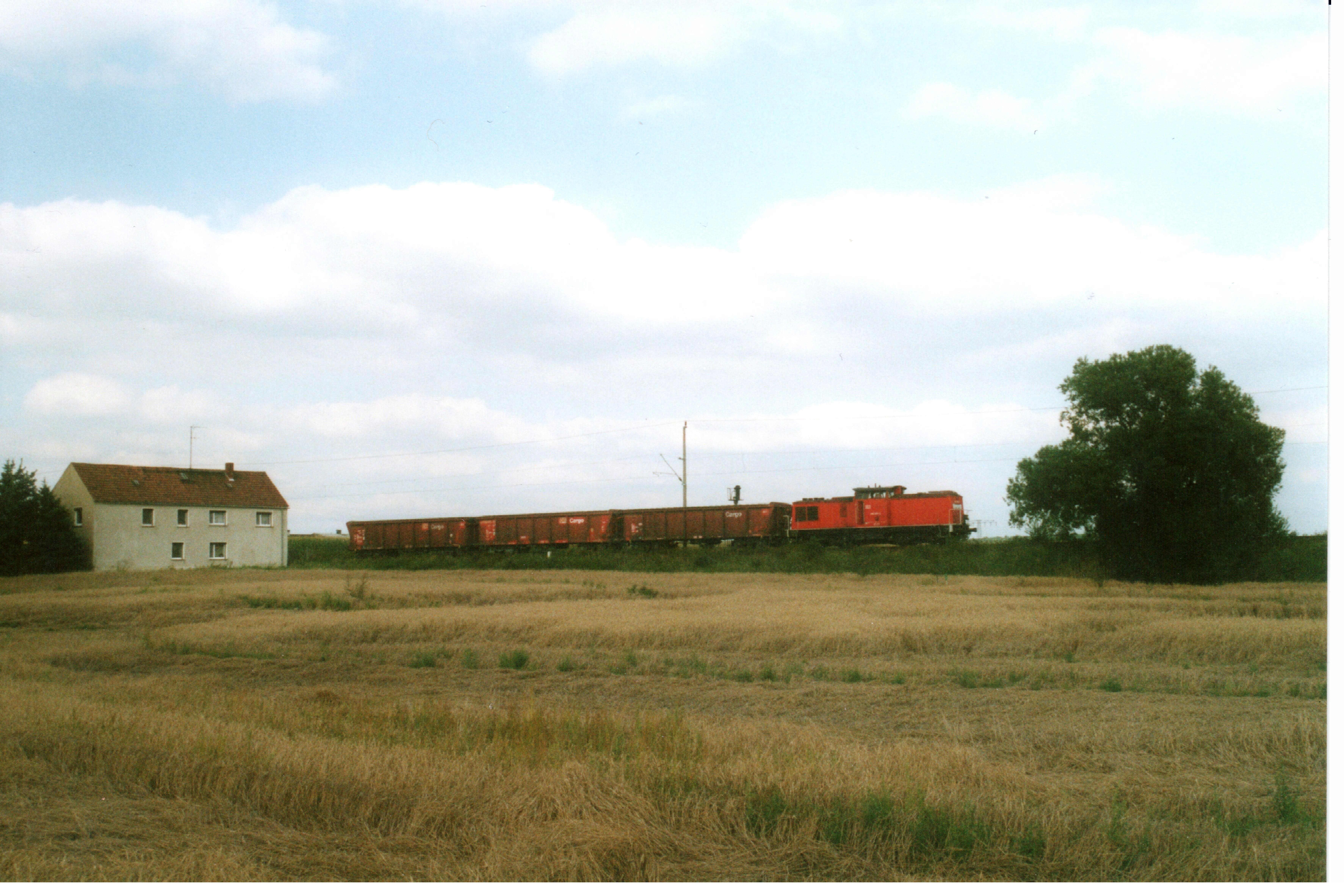
Letzter Güterzug vom Anschluss Agro-Service, 2008

## Reiseverkehr

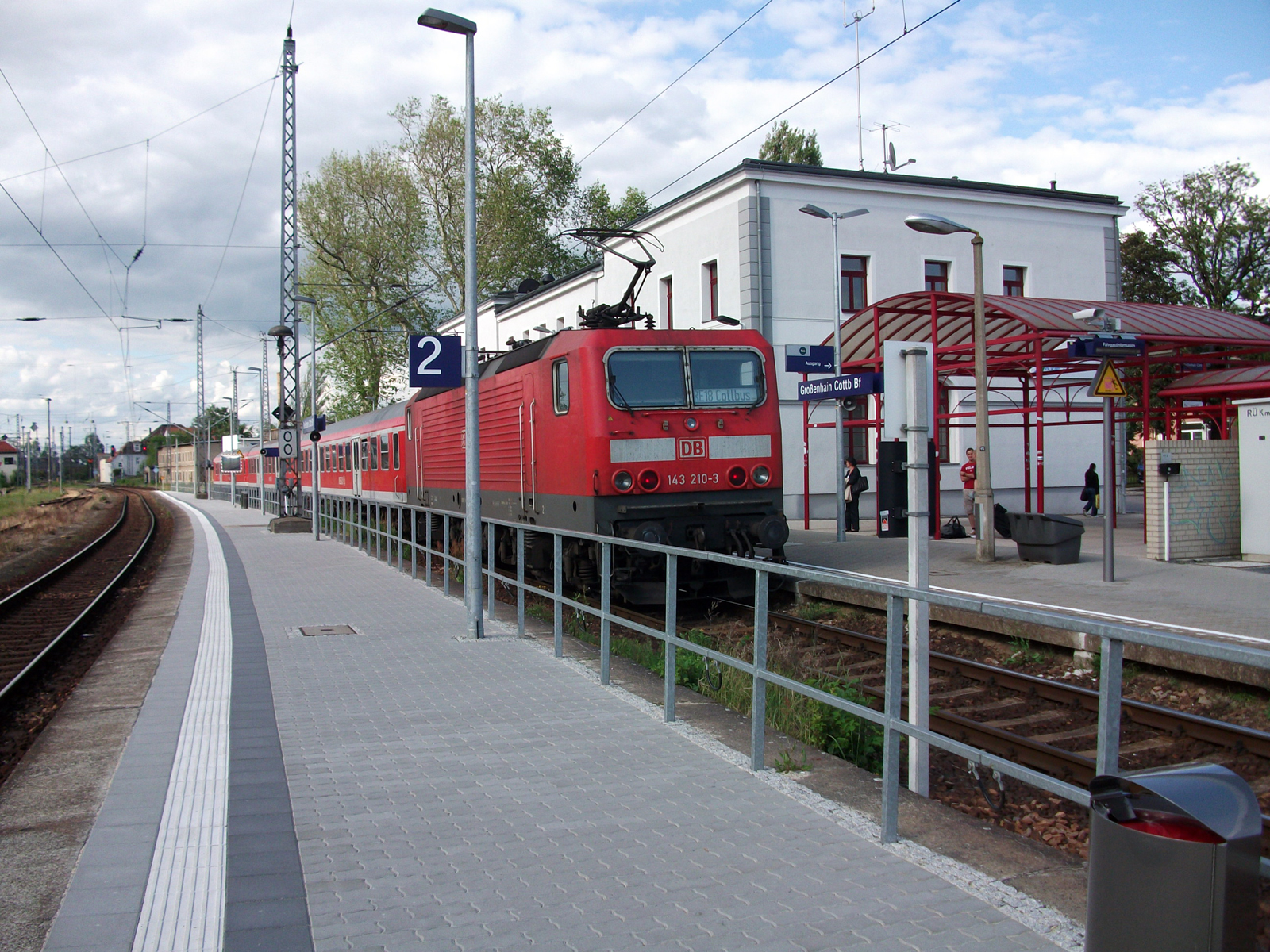
Bahnsteige des Cottbuser Bahnhofs mit einem Zug der Linie RE 18 nach Cottbus

In der Reichsbahnzeit verkehrten vier Eilzugpaare Dresden–Cottbus (–Frankfurt/Oder) und ein Eilzugpaar Dresden–Angermünde. Zwei Eilzugpaare führten Weitstreckenwagen der sowjetischen Staatsbahn als Kurswagen mit, die als Lademaßüberschreitung verkehrten.
Im Nahverkehr fuhren Züge der Relationen Priestewitz–Hoyerswerda und Priestewitz–Cottbus sowie Lübbenau.
Heute verkehren folgende Nahverkehrslinien:
| Linie                    | Strecke                                                                                   | Takt (min)          | Betreiber        |
| ------------------------ | ----------------------------------------------------------------------------------------- | ------------------- | ---------------- |
| RE 15                    | Dresden Hbf – Coswig (b Dresden) – Großenhain Cottb Bf – Ruhland – Hoyerswerda            | 120                 | DB Regio Nordost |
| RE 18                    | Dresden Hbf – Coswig (b Dresden) – Großenhain Cottb Bf – Ruhland – Senftenberg – Cottbus  | 120                 | DB Regio Nordost |
| RB 31                    | Dresden Hbf – Coswig (b Dresden) – Großenhain Cottb Bf – Elsterwerda – Elsterwerda-Biehla | 120 (in der HVZ 60) | DB Regio Nordost |
| Stand: 12. Dezember 2021 |                                                                                           |                     |                  |

Für kurze Zeit  gab es eine Direktverbindung nach Riesa als RB 79A „Elbe-Röder-Sprinter“, mit fünf Zugpaaren von Montag bis Freitag.